# Hildatempel

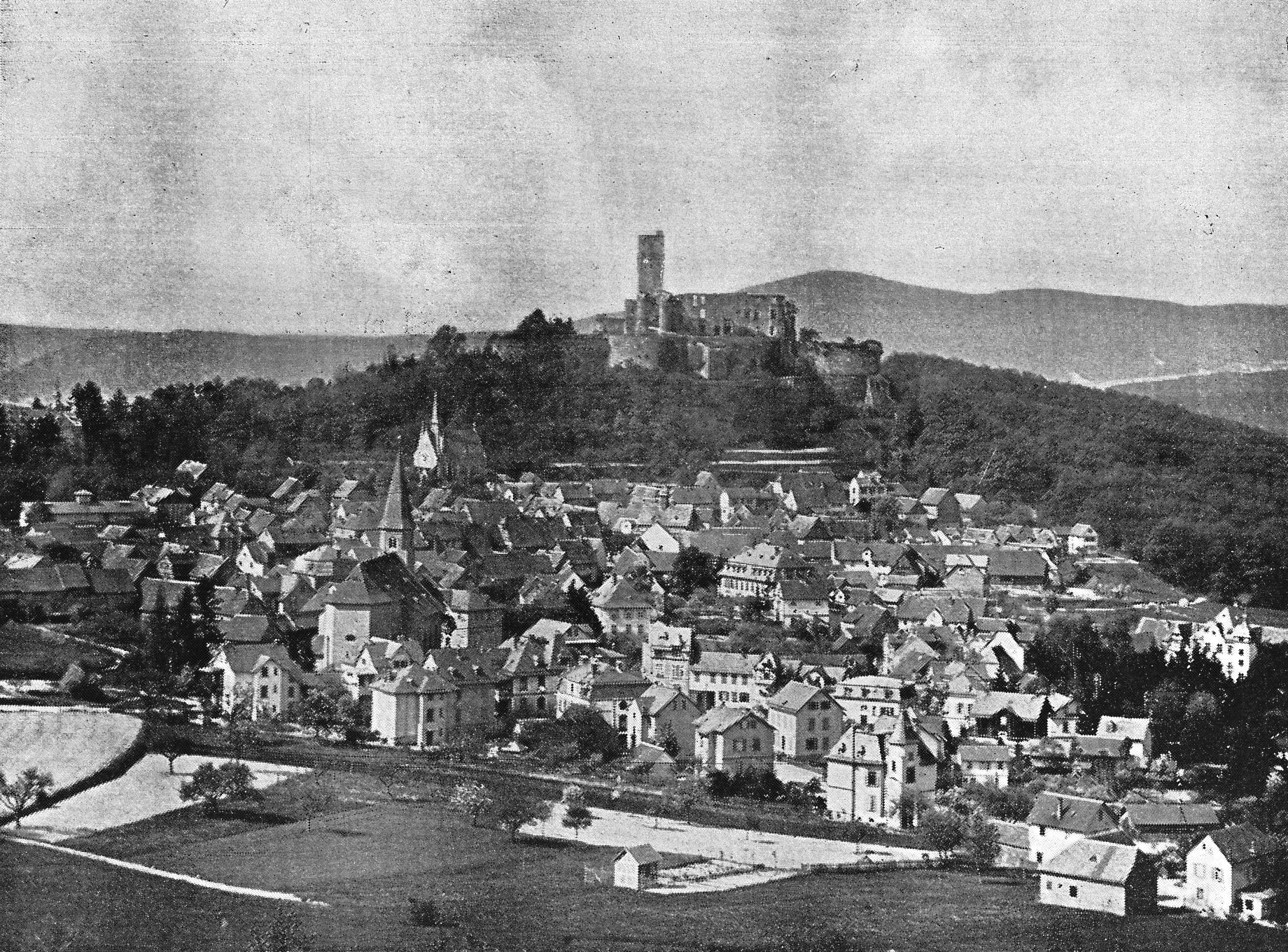
Königstein vom Hildatempel aus (vor 1900)

Der Hildatempel war ein Aussichtstempel in Königstein im Taunus. Heute ist das erhaltene Fundament die Aussichtsplattform „Hildablick“.
Der Hildatempel wurde am 2. November 1865 eingeweiht. Es handelte sich um ein Gebäude in Form eines Tempels, das als Aussichtspunkt genutzt wurde. 1851 wurde in Königstein eine Kaltwasserheilanstalt errichtet, was zu der Begründung der Kur in Königstein und einem wirtschaftlichen Aufschwung führte. Um den Kurgästen eine Infrastruktur zu schaffen, wurden eine Reihe von Anlagen errichtet, zu denen der Hildatempel gehörte.
Der Tempel lag auf einem vorspringenden Felsen am Westhang des Falkensteiner Hangs (heute Naturschutzgebiet Burghain Falkenstein). Von hier hat man einen weiten Blick über die Stadt Königstein und die westlichen Taunusberge bis zum Staufen und dem Glaskopf. Der Blick über die Stadt von hier war ein vielfach verwendetes Postkartenmotiv.

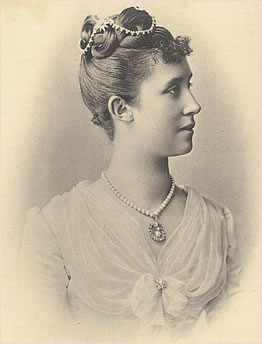
Hilda von Nassau

Der Tempel war nach Hilda von Nassau (1864–1952), der Tochter des letzten Herzogs von Nassau, Adolph I., benannt. Adolph war der Stadt Königstein sehr verbunden, was sich auch darin zeigte, dass er nach dem Verlust des Herzogtums Nassau 1866 darauf Wert legte, im Friedensvertrag das Luxemburgische Schloss in Königstein als Eigentum zu behalten.